# Walter Boeykens
Walter Henri François ridder Boeykens (Bornem, 6 januari 1938 – aldaar, 23 april 2013) was een Belgisch dirigent, muziekpedagoog en klarinettist.

## Levensloop
Boeykens studeerde klarinet aan het Koninklijke Muziekconservatorium te Brussel. In 1965 was hij prijswinnaar van de Internationale wedstrijd van hedendaagse muziek te Utrecht.
Van 1964 tot 1984 was hij soloklarinettist in het BRT Filharmonisch Orkest. Nadat hij het BRT Filharmonisch Orkest in 1984 verliet, heeft zijn carrière een zeer hoge vlucht genomen. Hij werd uitgenodigd door de organisatoren van grote Europese muziekfestivals, zoals in Berlijn, Parijs, Warschau, Madrid, Salzburg, Wallonië en op het Festival van Vlaanderen. Verder musiceerde hij als solist in Israël, de Verenigde Staten, Venezuela, Japan, Korea, enzovoort.
Op 20 december 1968 verzorgde hij de wereldpremière van Domaines voor klarinet en orkest van Pierre Boulez met het BRT Filharmonisch Orkest onder leiding van de componist. Hij speelde verder onder leiding van eminente dirigenten zoals Charles Munch, Rafael Frübeck de Burgos, Gary Bertini, Leonard Bernstein, James Conlon, en anderen.
In 1969 werd Boeykens benoemd tot professor aan het Koninklijk Vlaams Conservatorium te Antwerpen, waar hij 1981 het Walter Boeykens Clarinet Choir stichtte. In 1972 werd hij docent aan de Académie Internationale d'Été de Nice. Verder is hij professor aan het Utrechts Conservatorium, het Rotterdams Conservatorium en aan het Fontys Conservatorium te Tilburg. Ook gaf hij onderricht aan de Cité de la Musique in Parijs en aan de Scuola di Alto Perfezionamente Musicale in Turijn. Zijn dochter Anne Boeykens, die haar vaders voetstappen volgt, leerde van hem klarinet spelen.
Als dirigent leidde Boeykens het Filharmonisch Orkest van Vlaanderen, het Brabants Orkest, het Nationaal Orkest van België en het Orchestra Filharmonica di Torino. Hij was in de tachtiger jaren ook dirigent van het Harmonieorkest "St. Michaël", Thorn te Thorn. Met zijn eigen Ensemble Walter Boeykens verzorgt hij veel optredens. Het ensemble maakte al menige cd-opname.
Een aantal jaren geleden overwon Walter Boeykens longkanker, maar de laatste twee jaar was hij vaak ziek. Zijn rol in het Ensemble Walter Boeykens werd de laatste jaren overgenomen door zijn dochter Anne.

## Prijzen en onderscheidingen
Boeykens werd met talrijke prijzen onderscheiden. Hij was cultureel ambassadeur van Vlaanderen sinds 1995. Door Koning Albert II werd Walter Boeykens in 1997 geridderd als erkenning voor zijn hele muzikale carrière. In Bornem kreeg hij een permanent aandenken langs de Schelde Internationale Muziekstroom-route.
- 1988 de vijfde Prudens van Duyseprijs
- 1995 Cultuurprijs van de Gemeente Bornem
- 1996 Gouden Erepenning van het Vlaams Parlement
- 2001 Klara Carrièreprijs

## Discografie

### Klarinetopnames op lp
- Elias Gistelinck; Shouts for Solo Clarinet; Cultura 5072-1 (p) 1975
- Wolfgang Amadeus Mozart; Clarinet Quintet in A-major, KV581; Alpha DB 217 (p) 1976
- Carl Maria von Weber; Clarinet Quintet op.34 in B-flat major; Alpha DB 217 (p) 1976
- Igor Stravinsky; Three Pieces for Clarinet Solo; The contemporary Clarinet; CBS 73840 (p) 1979
- André Laporte; Reflections (Inner Space Music); The contemporary Clarinet; CBS 73840 (p) 1979
- Henri Pousseur; Madrigal I; The contemporary Clarinet; CBS 73840 (p) 1979
- Elias Gistelinck; Shouts for Solo Clarinet; The contemporary Clarinet; CBS 73840 (p) 1979
- Olivier Messiaen; Abime des oiseaux from "Quatuor pour la fin du temps"; The contemporary Clarinet; CBS 73840 (p) 1979
- Pierre Boulez; Domaines; The contemporary Clarinet; CBS 73840 (p) 1979
- Igor Stravinsky; Histoire du soldat; Terpsichore 1982 021 (p) 1982
- Béla Bartók; Contrasts; Terpsichore 1982 021 (p) 1982

### Klarinetopnames op cd

#### Als solist
- Camille Saint-Saëns; Sonata for Clarinet and Piano op.167; Talent DOM 29151 1998, (p) 1982
- Philippe Gaubert; Fantaisie; Talent DOM 29151 1998, (p) 1982
- Ernest Chausson; Andante et Allegro; Talent DOM 29151 1998, (p) 1982
- Gabriel Pierné; Canzonetta; Talent DOM 29151 1998, (p) 1982
- Henri Rabaud; Solo de Concours; Talent DOM 29151 1998, (p) 1982
- André Messager; Solo de Concours; Talent DOM 29151 1998, (p) 1982
- Claude Debussy; Première Rhapsodie pour Clarinette et Orchestre; Talent DOM 29151 1998, (p) 1982
- Carl Maria von Weber; Clarinet Quintet in B-flat major op.34 J182; Talent DPM 291009 1987, (p) 1987
- Carl Maria von Weber; 7 Variations on a theme from "Silvana" for CLarinet and Piano op.33 J128; Talent DPM 291009 1987, (p) 1987
- Carl Maria von Weber; Introduction, Theme and Variations for Clarinet and Strings op.posth; Talent DPM 291009 1987, (p) 1987
- Carl Maria von Weber; Grand Duo Concertant in E-flat major for Clarinet and Piano op.48 J204; Talent DPM 291009 1987, (p) 1987
- Carl Maria von Weber; Concertino in c minor op.26 J109 for Clarinet and Orchestra; Talent DPM 291008 1988, (p) 1988
- Carl Maria von Weber; Concerto in F major op.73 J114 for Clarinet and Orchestra; Talent DPM 291008 1988, (p) 1988
- Carl Maria von Weber; Concerto in E-flat major op.74 J118 for Clarinet and Orchestra; Talent DPM 291008 1988, (p) 1988
- Robert Groslot; Achaé, la docile amie for Clarinet and Orchestra; Vanguard Classics 99042 1995, (p) 1994
- Robert Groslot; I Colli Senesi for Two Clarinets (with Anne Boeykens); Vanguard Classics 99042 1995, (p) 1994
- Robert Groslot; The Tunnel for Clarinet and Piano; Vanguard Classics 99042 1995, (p) 1994
- Nicolaï Rimsky-Korsakov; Konzertstück in E-flat major for Clarinet and Military Band; René Gailly International Productions CD87 075 1994, (p) 1994
- André Laporte; Sequenza I for Solo Clarinet; René Gailly International Productions CD87 011 1986, (p) 1986
- Carl Maria von Weber; Concerto in F major op.73 J114 for Clarinet and Orchestra; Erato 2292-45459-2 1991, (p) 1991
- Carl Maria von Weber; Concertino in c minor op.26 J109 for Clarinet and Orchestra; Erato 2292-45459-2 1991, (p) 1991
- Carl Maria von Weber; Concerto in E-flat major op.74 J118 for Clarinet and Orchestra; Erato 2292-45459-2 1991, (p) 1991
- Igor Stravinsky; Histoire du soldat; Harmonia Mundi HMC 901356 1991, (p) 1991
- Béla Bartók; Contrasts; Harmonia Mundi HMC 901356 1991, (p) 1991
- Alban Berg; 2nd movement from Kammerkonzert; Harmonia Mundi HMC 901356 1991, (p) 1991

#### Boeykens "Clarinet Choir"
- Witold Lutosławski, arrang. Robert Groslot; Dance Preludes for Clarinet Solo and Clarinet Choir; Vanguard Classics 99042 1995, (p) 1994
- Robert Groslot; I Giardini della Villa d'Este for Voice and Clarinet Choir; Vanguard Classics 99042 1995, (p) 1994
- Johann Sebastian Bach arrang. Maarten Jense; Toccata and Fugue in d minor, BWV 565; René Gailly International Productions CD87 003 1987, (p) 1986
- Franz Schubert arrang. Maarten Jense; Rosamund Incidential Music, D797; René Gailly International Productions CD87 003 1987, (p) 1986
- Claude Debussy arrang. Russel Howland; Petite suite; René Gailly International Productions CD87 003 1987, (p) 1986
- Witold Lutosławski, arrang. Robert Groslot; Dance Preludes for Clarinet Solo and Clarinet Choir; René Gailly International Productions CD87 003 1987, (p) 1986
- Norman Heim; Introduction and Concertante for Bass Clarinet and Clarinet Choir op.58; René Gailly International Productions CD87 003 1987, (p) 1986
- Jan L. Coeck; Clarifonia; René Gailly International Productions CD87 003 1987, (p) 1986

Recording of a live concert in Japan:
- Gioacchino Rossini arrang. Harold G. Palmer; Overture from "L'Italiana in Algeri"; Kosei Publishing Company KOCD-2502 1993 (p) 1993
- August De Boeck arrang. Maarten Jense; Impromptu; Kosei Publishing Company KOCD-2502 1993 (p) 1993
- Gioacchino Rossini arrang. Walter Boeykens; Introduction, Theme and Variations for Clarinet and Orchestra in E-flat major; Kosei Publishing Company KOCD-2502 1993 (p) 1993
- Frits Celis; Incantations op.22; Kosei Publishing Company KOCD-2502 1993 (p) 1993
- Toots Thielemans arrang. Eddy House; Bluesette; Kosei Publishing Company KOCD-2502 1993 (p) 1993
- Franz Schubert arrang. Maarten Jense; Rosamund Incidential Music, D797; Kosei Publishing Company KOCD-2502 1993 (p) 1993
- Peter Benoit arrang. Johan De Doncker; Luim; Kosei Publishing Company KOCD-2502 1993 (p) 1993
- Jan Van der Roost arrang. Maarten Jense; Rikudim (Four Israeli Folk Dances); Kosei Publishing Company KOCD-2502 1993 (p) 1993
- Johann Sebastian Bach arrang. Maarten Jense; Toccata and Fugue in d minor, BWV 565; Kosei Publishing Company KOCD-2502 1993 (p) 1993

### Jazzopnames
- The Other Side with Judy Niemack and Marc Matthys on CODA COD003 1994, (p) 1994